# Bíblia de Demarne

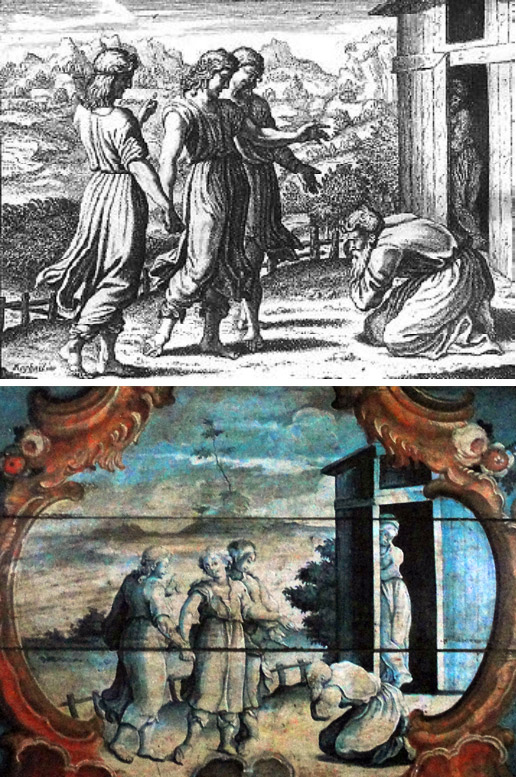
A visita dos anjos a Abraão. Acima a gravura de Demarne; abaixo, a interpretação de Ataíde num painel lateral da capela-mor da Igreja de São Francisco, Ouro Preto

A Histoire sacrée de la providence et de la conduite de Dieu sur les hommes (História sagrada da providência e da conduta de Deus para com os homens), mais conhecida como a Bíblia de Demarne, é uma coleção de gravuras de iconografia religiosa publicada por Michael Demarne em Paris entre 1728 e 1730, que se tornou muito influente e popular.
Pouco se sabe sobre o seu autor, apenas que foi arquiteto e gravurista. As 500 gravuras que ele compilou em três volumes, dedicando-os à rainha da França, Maria Leszczynska, podiam, de acordo com o que inscreveu no frontispício da coleção, ser adquiridas separadamente e em vários tamanhos de papel. 52 delas são reproduções de pinturas que Rafael Sanzio deixou no Vaticano.
As gravuras, que ilustravam episódios do Novo e Antigo Testamento, rapidamente se tornaram populares, e uma fonte de inspiração para outros artistas. No Brasil sabe-se que elas circularam largamente durante o período colonial, e foram usadas como modelos por vários artistas da época, incluindo o célebre Mestre Ataíde. Também se encontram derivações das gravuras em azulejos de igrejas e conventos franciscanos brasileiros, mas pintados por mestres lisboetas.
No Brasil Colônia, carente de recursos e sem escolas formais de arte, as gravuras representaram a mais importante e prática forma de atualização dos artistas locais com o que de mais avançado se criava na Europa. Porém, curiosamente, essa "atualização" nem sempre se fazia ao pé da letra, e podia produzir resultados surpreendentes, uma vez que coleções populares como a Bíblia de Demarne também veiculavam iconografia em estilos obsoletos como o Gótico e o Renascentista, quando imperava na colônia o gosto Barroco e Rococó. A capacidade de assimilação de uma multitude de referências se reflete na originalidade e no hibridismo da arte colonial brasileira. Num período em que grande parte da população era analfabeta ou de poucas letras, a visualidade sedutora do imaginário religioso, sempre em forma narrativa e facilmente compreensível, atuava como importante meio de transmissão e consagração de doutrinas e valores, e em tal capacidade foi usado à exaustão pela Igreja Católica para a catequese das massas. Como disseram Borges & Souza,
"Nesse processo de circulação de idéias e práticas religiosas, as gravuras cumpriram um  papel fundamental como modelos legitimados para os artistas que atuaram no espaço luso-brasileiro. Apontar a assimilação desses modelos é reconhecer um aspecto da mundialização em constante processo na monarquia católica. Assim, não causaria grande surpresa perceber, entre pinturas de nossas igrejas, cópias de artistas consagrados, como Peter Paul Rubens (1577-1640), Annibale Carracci (1560-1609) ou mesmo, Rafael Sanzio, provas gravadas (talhadas ou pintadas) da crença católica espalhada pelo mundo, apoiada em grande escala pelo alcance e pela força das imagens religiosas".